# Smoke Blow
Smoke Blow ist eine 1997 gegründete Hardcore-Punk-Band aus Kiel.

## Geschichte
Smoke Blow begann als ZZ-Top- und Lynyrd-Skynyrd-Coverband. Unter dem Namen Smoke sandten die fünf Gründungsmitglieder ihr erstes Demo an das Rock-Hard-Magazin und wurden zu Redaktionsfeierlichkeiten engagiert. Später wählte die Redaktion das Lied Old Man River für eine Sampler-Beilage mit vertragslosen Gruppen der härteren Gangart aus. Außerdem wurden die Live-Aktivitäten angekurbelt, wobei Sänger Jack Letten, im bürgerlichen Leben Kindergärtner, seine zum Markenzeichen stilisierte Ungehobeltheit und Schamlosigkeit vorführte.

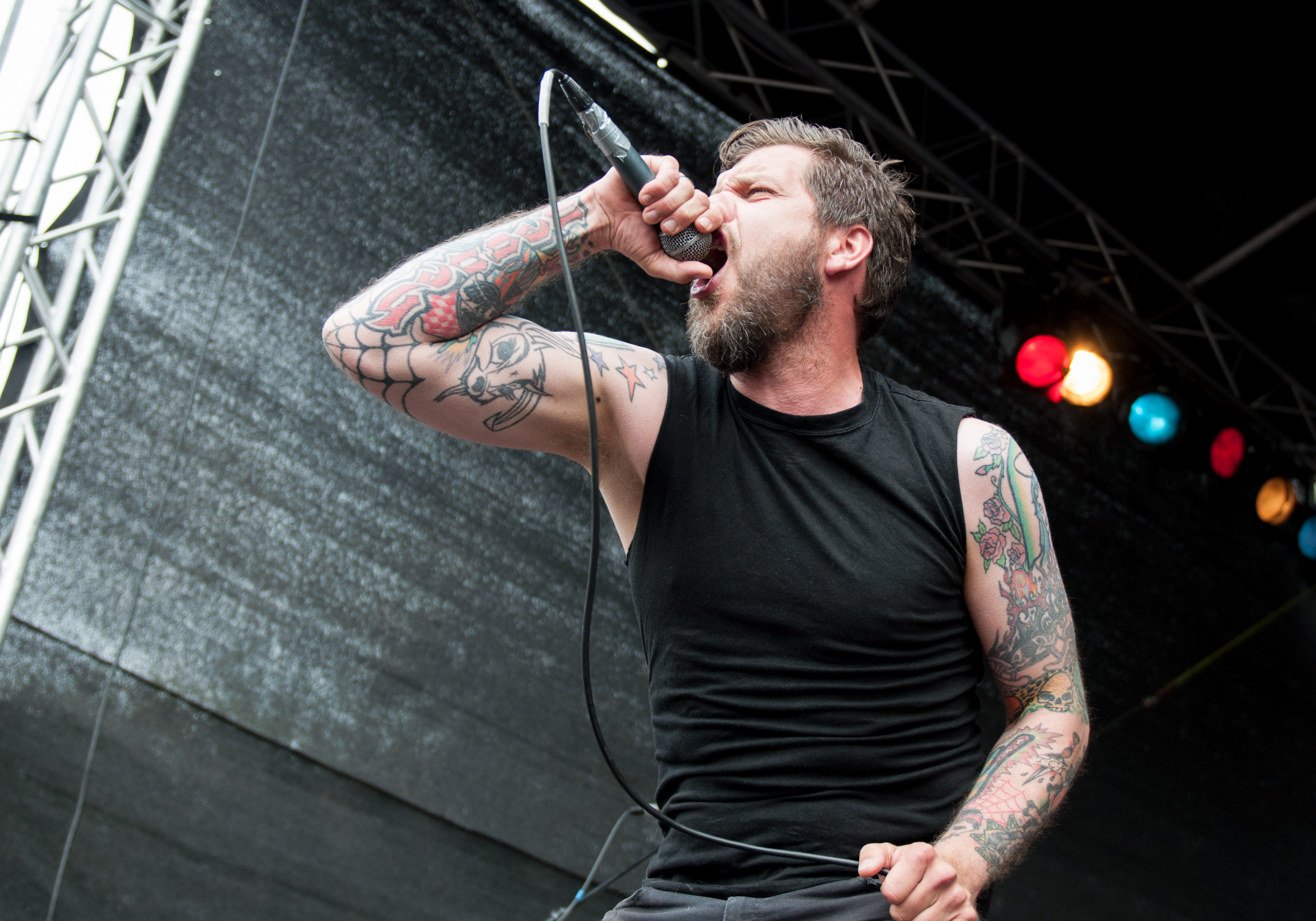
Sänger Jack Letten

In einer Ausgabe des Rock Hard erklärte er die in feuchtfröhlicher Gründungsstimmung beschlossene Rüpel-Attitüde: „Wir wollten […] voll die Höllenshow abziehen, uns hinter irgendwelchen Pseudonymen verstecken und dann ordentlich die Sau rauslassen.“ Das hannoversche Label loudsprecher veröffentlichte im Februar 1999 das erste, mit Billigequipment eingespielte und mit Freundeshilfe produzierte Album Smoke's A-blowin' Black as Coal. Im folgenden Jahr erschien mit 777 Bloodrock das zweite Werk des Quintetts. Im März 2001 fungierte man als Anheizer für die Melvins und im Mai lag das dritte Album Punkadelic – The Godfather Of Soul vor. Mit dem vierten, im März 2003 erschienenen Album German Angst hatte man loudsprecher in Richtung Noisolution verlassen, gleichzeitig war die Bandgröße auf sechs Mann angewachsen. Ein Lied daraus, Circle of Fear, erschien auch auf dem Soundtrack des Videospiels Tony Hawk's Underground. Seitdem sind noch die Alben Dark Angel, Colossus und The Record dazugekommen. Als Höhepunkt der Live-Präsentationen können die zwei Konzerte 2008 im Vorprogramm der Machmalauter-Tour der Band Die Toten Hosen gelten.

## Stil
Ihre Musik ist eine Mixtur aus Noise, Doom, Stoner Rock, Punkrock und Hardcore. Das durch „Schrei-Orgien“ mitverursachte „Krachlevel“, das später auch als „Brachialauswüchse“ bezeichnet wurde, wird von Kritikern wie Fans gleichermaßen geschätzt.

## Diskografie
- 1999: Smoke’s A-Blowin’ Black ss Coal (loudsprecher)
- 1999: Smoke Blow vs. Bonehouse (mit Bonehouse) – 7" Limited Edition in verschiedenen Farben
- 2000: 777 Bloodrock (loudsprecher)
- 2001: Punkadelic – The Godfather of Soul (loudsprecher)
- 2003: German Angst (Noisolution)
- 2005: Dark Angel (Noisolution)
- 2008: Colossus (PIAS Recordings)
- 2010: The Record (PIAS Recordings)
- 2018: Demolition Room (RYL NKR Recordings)
- 2023: Demolition Room II (RYL NKR Recordings)

Unter dem Namen Smoke veröffentlichte die Band zuvor zwei Alben, die beide auf MC auf den Markt kamen:
- Bloodrock '77
- Super Pussy USA